# لیندسی زولو
لیندسی زولو (انگلیسی: Lindsay Zullo؛ زادهٔ ۳ مهٔ ۱۹۹۱) بازیکن فوتبال اهل هائیتی است.
وی همچنین در تیم ملی فوتبال Haiti بازی کرده‌است.